# Pilzhübel
Der Pilzhübel ist eine 597,8 m ü. NN hohe und etwa 600 Meter langgestreckte Erhebung im sächsischen Erzgebirge südwestlich des Ortsteils Krumhermersdorf der Stadt Zschopau.

## Geographie
Der Pilzhübel liegt am Südrand der Zschopauer Weitung, wo die mittelhohen Gebirgslagen beginnen, welche sich südwärts bis Marienberg fortsetzen. Daraus resultiert ein eindrucksvolles Panorama.

## Name
Der Name Pilzhübel kommt vom frühen Besitzer der darüberführenden Hufe. Früher war auch der Name Wittigshübel im Gebrauch, welcher mit dem nahegelegenen Wittigsgut im Zusammenhang steht.

## Aussicht
Vom Höhenrücken und dem höchsten Punkt selbst bietet sich eine eindrucksvolle Rundumsicht, die lediglich durch den Funkturm der Deutschen Telekom, welcher nicht begehbar ist, eingeschränkt wird. Im Südosten schaut man über große Teile des Bornwaldes bis zum Adlerstein, in östlicher Richtung erblickt man die Höhen Saidenberg und Saydaer Höhe. Gegen Norden erblickt man den östlichen Teil der Zschopauer Weitung mit Krumhermersdorf, Waldkirchen, Mörbitz, Jagdschloss Augustusburg, Erdmannsdorf, Flöha und den Treppenhauer bei Frankenberg. Bei sehr guter Fernsicht kann sogar der Collmberg bei Oschatz eingesehen werden. Im Nordwesten treten Götzhöhe, Altenhainer Spitzberg, Galgenberg, Adelsberg und Dittersdorfer Höhe hervor. Den Südwesten beherrscht die breite Erhebung des Greifensteingebietes, dessen Granitklippen bei guter Sicht erkannt werden können. Weiter südlich folgen die markanten Basaltberge Pöhlberg, Bärenstein und Scheibenberg des oberen Erzgebirges und dahinter Fichtelberg und Keilberg. Ganz im Süden liegt die Dreibrüderhöhe bei Marienberg.